# Wuxia qi gongzhu
Wuxia Qi Gongzhu (Originaltitel: chinesisch 武俠七公主 / 武侠七公主, Pinyin Wǔxiá Qī Gōngzhǔ, Jyutping Mou5haap6 Cat1 Gung1zyu2 – „die sieben Wuxia-Prinzessinnen“, internationaler Titel: englisch Holy Weapon, Alternativtitel: Seven Maidens oder The Seven Princesses) ist ein Wuxia-Film aus Hongkong. Er wurde 1993 von Regisseur Wong Jing zusammen mit Dennis Chang (in den Credits nicht genannt) gedreht.

## Handlung
Zur Zeit der Ming-Dynastie wird der japanische Schwertkämpfer Super Sword, dem unzählige chinesische Kung-Fu-Kämpfer zum Opfer gefallen sind, vom Helden Mo Kake, welchem der Ghost Doctor mit einer gefährlichen, persönlichkeitsverändernden Droge übermenschliche Kräfte verliehen hat, besiegt. Super Sword erklärt, dass er in drei Jahren wieder auftauchen werde, um sich zu rächen. Da Mo Kake durch die Droge wahnsinnig geworden ist und ein Gemetzel veranstaltet hat, als seine Hochzeit mit Ching Sze gefeiert werden sollte, zieht seine Braut anschließend unter dem Namen To Col Ching als Schwertkämpfer durch die Welt und spezialisiert sich darauf, „herzlose Männer“ zu töten. Als Super Sword zurückkehrt, ist es dringend geboten, eine Kur für Mo Kake zu finden; zudem muss Ching Sze sechs weitere Jungfrauen auftreiben, da Super Sword nur mit der vereinten Kraft von sieben Jungfrauen zu besiegen ist. Der Film mündet in einen ausufernden Kampf zwischen den sieben Jungfrauen und Super Sword.
Der Film ist einem komödiantischen Ton mit zahlreichen slapstickartigen Einlagen gehalten.

## Kritik
Joey O’Brian schreibt 1995 in der Austin Chronicle, dass Holy Weapon sehr unterhaltsam sei. Es handle sich um einen „verrückten Film“, dessen Darsteller entsprechend albern agierten. Die geradlinige Darstellung von Michelle Yeoh und Damian Lau verstärke die Komödie aufgrund des ganzen Wahnsinns, der sie umgebe. Maggie Cheung sei köstlich als verwöhnte Prinzessin, Sandra Ng als ihre lüsterne Leibwächterin hingegen nervaufreibend. Die übliche Unausgewogenheit der Regie von Wong Jing falle in diesem Film aufgrund seiner episodischen Geschichte weniger auf als sonst.
Sascha Garthof findet auf seiner Website Cinema Far East, dass der Film zwar einige „hervorragende Actionszenen zu bieten“ habe, die jedoch „wieder im hinlänglich bekannten und wenig befriedigendem Chaos münden“. Auf den einleitenden Kampf, der „allererste Sahne“ sei, folge für siebzig Minuten eine Anhäufung „unglaublich dämlicher Kalauer“, durch die man sich „mit aller Macht … quälen“ müsse, um den Schlusskampf genießen zu können. Garthof beklagt, dass das Talent der Darstellerinnen Michelle Yeoh und Maggie Cheung verschenkt werde und fällt über die anderen Darsteller ein harsches Urteil, mit Ausnahme von Ng Man-Tat, der in seiner Rolle als verrückter Doktor für „den ein oder anderen wirklich heiteren Moment“ sorge.